# Eythrope

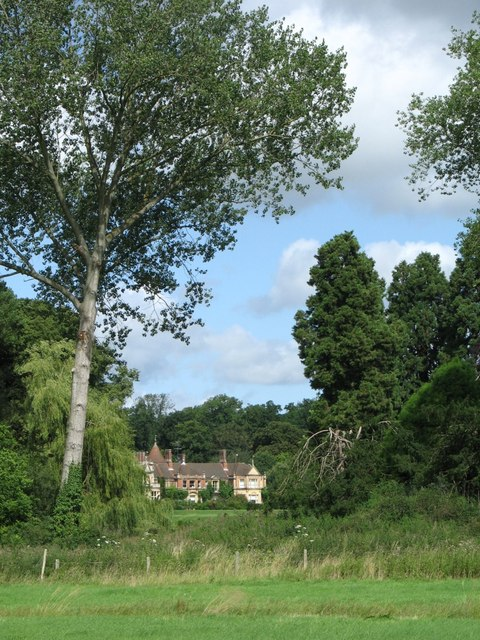
Eythrope Pavilon

Eythrope (dříve Ethorp) je vesnička a venkovský dům ve farnosti Waddesdon v Buckinghamshire v Anglii. Je situován v jihovýchodní části obce Waddesdon. Byla koupena v roce 1870 anglickou větví rodiny Rothschildů, a patří jim dodnes.

## Historie
Jméno osady je anglosaského původu, znamená „ostrovní farma“, a odkazující na ostrov v řece Thame, která teče přes osadu. Středověká vesnice Eythrope už neexistuje a jediné, co po ní zbylo, jsou hliněné náspy a příkopy na východní straně eythropského parku. V této vesničce bylo panské sídlo od roku 1309, kdy jej vlastnil rod Archesů. Panství bylo rozšířeno v roce 1610 sirem Williamem Dormerem.
William Stanhope (1702-1772) zkrášlil dům v Eythrope kolem roku 1750. Stanhope zaměstnal Isaaca Ware aby postavil nové stáje (zbourané) a "zvláštní" stavby v zahradě a parku. Dvě z těchto staveb jsou zachovány: jeskyně u jezera a most přes řeku Thame. Dům byl zbořen v roce 1810-11 Philipem Stanhopem, 5. hrabětem z Chesterfieldu.
V roce 1875 panství v Eythrope koupila Alice de Rothschild. Byla sestrou a společníkem barona Ferdinanda de Rothschild, který vlastnil v sousedním panství Waddesdon Manor. Nový dům v Eythrope nebyl postaven na místě starého panství. Zatímco probíhaly stavební práce, Alice de Rothschild onemocněla revmatickou horečkou. Její lékař ji doporučil, aby nespala v blízkosti vody (se vyvarovala noční vlhkosti). Protože stavba se nacházela u řeky Thame, plány byly změněny. Dům byl postaven bez ložnice. Stal se místem pro její umělecké sbírky a pro pobavení hostů během dne. Na noc se vracela ke svému bratru na sídlo Waddesdon Manor. Alice de Rothschild si vybrala jednoho v rodině Rothschildů nejoblíbenějších architektů George Devey, který pracoval v nedalekém Ascott House, Aston Clinton House a Mentmore Towers. Eythrope se lišila od obvyklých staveb. Je postavena z červených cihel s kamennou podezdívkou. Kroucené vysoké komíny, věžičky a štíty jsou typické pro francouzskou renesanční architekturu Waddesdon Manor. To je zvláště patrné na střeše okrouhlé věže a na štítech zahradní fasády, která připomíná Waddesdon Manor. Díky tomu, že je dům malý, získal pojmenování "Pavilon" nebo "Vodní pavilon". Stejně jako v jiných domech Rothschildů, je francouzské obložení a nábytek. Alice de Rothschild také sbírala renesanční plastiky, obrazy a majolikovou keramiku. Kolem domu na ploše 30 hektarů byly založeny nádherné okrasné a inovativní zahrady, které soupeřily s krásou Waddesdon Manor. Alice de Rothschild také vytvořila velkou zeleninovou zahradu a po proudu řeky v parku byla stará anglická čajovna (zbouraná).
V roce 1922, po smrti Alice de Rothschild, Pavilon zdědil James Armand de Rothschild a jeho manželka Dorothy. Od roku 1922 asi do roku 1939, pronajali Pavilon manželce Somerset Maughama, která přistavěla ložnice a koupelny v křídle, který se později zřítil. V roce 1950 se Rothschildové rozhodli dát Waddesdon Manor, který také zdědili, National Trustu a přestěhovali se do menšího Pavilonu. Dům byl vylepšen a modernizován. James de Rothschild zemřel v roce 1957, ještě předtím, než byly úpravy domu dokončeny. Po převodu Waddesdon, se vdova Dorothy de Rothschild přestěhovala do Eythrope.

## Dnešek
Dorothy de Rothschild zemřela v roce 1988 a zanechala majetek a Pavilon pro Jacoba Rothschild, 4. barona Rothschild. Dům je posledním z domů v Buckinghamshire, který zůstat v rukou Rothschildů. Je soukromým domem. Zahrady jsou nadále rozvíjeny a udržované, pěstuje se zelenina, ovoce a květiny pro panství. Zahradní zeď byla navržena Marií Keen v roce 1990.